# 凉水河乡
凉水河乡，是中华人民共和国河北省秦皇岛市青龙满族自治县下辖的一个乡镇级行政单位。

## 行政区划
凉水河乡下辖以下地区：
凉水河村、北马道村、东马道村、上草碾村、下草碾村、柳资峪村、清泉村、勃罗台子村、沙岭村、达子沟村、救军炮村、六珠坪村、东岭沟村、落地村、杏树坨村、大马坪村、小马坪村、石山沟村、庄户村、蔡纪沟村、沟门子村和清河沿村。